# Finale Europacup II 1983
De finale van de Europacup II van het seizoen 1982/83 werd gehouden op 11 mei 1983 in Nya Ullevi in Göteborg. Het Schotse Aberdeen FC nam het op tegen het Spaanse Real Madrid. Aberdeen kwam al snel op voorsprong via Eric Black, maar zag hoe Real niet veel later een strafschop kreeg. Juanito maakte gelijk vanaf de stip. In de tweede verlenging bracht invaller John Hewitt de Schotten weer op voorsprong. Aberdeen hield stand en mocht zijn eerste Europese trofee in ontvangst nemen. Ook voor de Schotse succescoach Alex Ferguson was het zijn eerste Europese beker.

## Wedstrijdgegevens
|             |                      |              |                    |                                                                                        |
| 11 mei 1983 | Aberdeen FC          | 2 – 1 (n.v.) | Real Madrid        | Nya Ullevi, Göteborg Toeschouwers: 17.804 Scheidsrechter: Gianfranco Menegali (Italië) |
| 11 mei 1983 | Black 7' Hewitt 112' |              | 15' (pen.) Juanito | Nya Ullevi, Göteborg Toeschouwers: 17.804 Scheidsrechter: Gianfranco Menegali (Italië) |

| Aberdeen | Real Madrid |

| Aberdeen FC:  |    |                 |     |
|               |    |                 |     |
| GK            | 1  | Jim Leighton    |     |
| RB            | 2  | Doug Rougvie    |     |
| CB            | 5  | Alex McLeish    |     |
| CB            | 6  | Willie Miller   |     |
| LB            | 3  | John McMaster   |     |
| RM            | 4  | Neale Cooper    |     |
| CM            | 7  | Gordon Strachan |     |
| CM            | 8  | Neil Simpson    |     |
| LM            | 11 | Peter Weir      |     |
| CF            | 9  | Mark McGhee     |     |
| CF            | 10 | Eric Black      | 87' |
| Invallers:    |    |                 |     |
| GK            | 12 | Bryan Gunn      |     |
| DF            | 13 | Andy Watson     |     |
| MF            | 14 | Stuart Kennedy  |     |
| FW            | 15 | John Hewitt     | 87' |
| MF            | 16 | Ian Angus       |     |
| Coach:        |    |                 |     |
| Alex Ferguson |    |                 |     |

| Real Madrid:       |    |                      |      |
|                    |    |                      |      |
| GK                 | 1  | Agustín              |      |
| RB                 | 2  | Juan José            |      |
| CB                 | 4  | John Metgod          |      |
| CB                 | 5  | Paco Bonet           |      |
| LB                 | 3  | José Antonio Camacho | 91'  |
| RM                 | 8  | Ángel                |      |
| CM                 | 6  | Ricardo Gallego      |      |
| CM                 | 10 | Uli Stielike         |      |
| LM                 | 11 | Isidro               | 103' |
| CF                 | 7  | Juanito              |      |
| CF                 | 9  | Santillana           |      |
| Invallers:         |    |                      |      |
| FW                 | 12 | Pepe Salguero        | 103' |
| MF                 | 14 | Isidoro San José     | 91'  |
| Coach:             |    |                      |      |
| Alfredo Di Stéfano |    |                      |      |

1960/61 · 1961/62 · 1962/63 · 1963/64 · 1964/65 · 1965/66 · 1966/67 · 1967/68 · 1968/69 · 1969/70 · 1970/71 · 1971/72 · 1972/73 · 1973/74 · 1974/75 · 1975/76 · 1976/77 · 1977/78 · 1978/79 · 1979/80 · 1980/81 · 1981/82 · 1982/83 · 1983/84 · 1984/85 · 1985/86 · 1986/87 · 1987/88 · 1988/89 · 1989/90 · 1990/91 · 1991/92 · 1992/93 · 1993/94 · 1994/95 · 1995/96 · 1996/97 · 1997/98 · 1998/99